# Wiolonczela Teremena

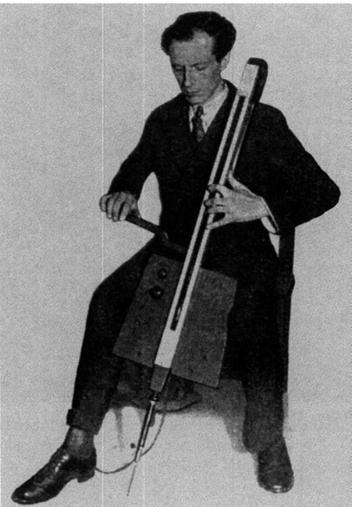
Wiolonczela Teremena

Wiolonczela Teremena (Theremin Cello) – instrument muzyczny z grupy elektrofonów elektromechanicznych skonstruowany przez Lwa Termena na zlecenie znanego dyrygenta Leopolda Stokowskiego. Zasada działania instrumentu była niemal identyczna jak wcześniej skonstruowanego thereminu. Strój instrumentu jak i zewnętrzny wygląd przypominał wiolonczelę. W pudle rezonansowym umieszczone były komponenty elektroniczne - lampowy oscylator - natomiast w gryfie antena, wzdłuż której przesuwając dłonią zmieniało się wysokość dźwięku. Instrument został wykorzystany w latach trzydziestych jako dodatek do orkiestry, głównie przez pomysłodawcę instrumentu Leopolda Stokowskiego.  Pracowano także nad podobnym instrumentem opartym na kontrabasie, składowe harmoniczne zawarte w jego dźwięku prowadziły jednak do niepożądanych interferencji z sekcją smyczków orkiestry. Z tego względu zaniechano prac nad instrumentem.